# Ibervillea guatemalensis
Ibervillea guatemalensis är en gurkväxtart som först beskrevs av Paul Carpenter Standley och Steyerm., och fick sitt nu gällande namn av D.M. Kearns. Ibervillea guatemalensis ingår i släktet Ibervillea och familjen gurkväxter. Inga underarter finns listade i Catalogue of Life.